# 渭津镇
渭津镇，是中华人民共和国吉林省辽源市东辽县下辖的一个乡镇级行政单位。

## 行政区划
渭津镇下辖以下地区：
津城社区、尚义村、乔家村、宫家村、渭滨村、桦皮村、福胜村、增福村、福录村、福民村、陈家村、牟家村、年丰村、大榆村、恭和村、正俗村、前凉村、后凉村、三星村、仁恕村和小良村。